# Krasnoperekopsk
Krasnoperekopsk (tiếng Ukraina: Краснопереко́пськ, tiếng Nga: Краснопереко́пск, tiếng Tatar Krym: Krasnoperekopsk) là một thành phố của Nga (hiện nay do Nga quản lí). Thành phố này thuộc bán đảo Krym. Thành phố này có diện tích 22 km², dân số theo điều tra dân số năm 2001 là 31.023 người. Thành phố nằm ở phía nam mũi đất Perekop, bên hồ Stare, khoảng 124 km so với thủ phủ Simferopol của Krym. Thành phố nằm bên tuyến đường sắt Dzhankoy-Kherson.